# Sciara exigua
Sciara exigua är en tvåvingeart som först beskrevs av Thomas Say 1824.  Sciara exigua ingår i släktet Sciara och familjen sorgmyggor. Inga underarter finns listade i Catalogue of Life.